# Конституционный референдум в Кот-д’Ивуаре (2016)
Конституционный референдум в Республике Кот-д’Ивуар проходил 30 октября 2016 года. На референдум был вынесен проект новой Конституции Республики. По новой Конституции должен быть создан Сенат как верхняя палата парламента, убрано упоминание о национальности в требованиях к президентскому посту и установлен пост вице-президента. Конституция была одобрена 93,42 % голосов при явке 42,42 %.

## Контекст
Проведение референдума было одобрено Национальным собранием 22 июля 2016 года при 233 голосах «за» и 6 — «против».

## Новая Конституция
В новую Конституцию были внесены несколько изменений по сравнению с Конституцией 2000 года. Убрано требование к кандидату в президенты, чтобы оба его родителя были гражданами Кот-д’Ивуара, рождёнными в республике и не имеющими другое гражданство. Создан пост вице-президента, образован Сенат из бывших государственных служащих. Президент, вице-президент, две трети Сената должны избираться одновременно с парламентскими выборами, тогда как оставшаяся треть Сената назначается избранным президентом.
Высказывались предположения, что президент Алассан Уаттара может выдвинуть свою кандидатуру на третий срок в 2020 году, если ограничение на возраст кандидата не старше 75 лет будет отменено. Однако он сам заявлял о выходе из политики в 2020 году после двух президентских сроков (2010–2015 и 2015–2020). Тем не менее, Уаттара все же выдвинул свою кандидатуру на выборах 2020 года и победил после внезапной смерти поддерживавшегося им кандидата Кулибали.

## Результаты
| Выбор                                                            | Голоса    | %     |
| ---------------------------------------------------------------- | --------- | ----- |
| «За»                                                             | 2 480 287 | 93,42 |
| «Против»                                                         | 174 714   | 6,58  |
| Недействительных/пустых бюллетеней                               | 23 600    | –     |
| Всего                                                            | 2 678 601 | 100   |
| Зарегистрированных избирателей/Явка                              | 6 313 758 | 42,42 |
| Источник: CEI Архивная копия от 4 ноября 2016 на Wayback Machine |           |       |